# Stummerberg
Stummerberg  är en ort och kommun i distriktet Schwaz i förbundslandet Tyrolen i Österrike.
Kommunen består av två orter (Ortschaften) (inom parentes invånarantal 1 januari 2024):
- Gattererberg (285)
- Stummerberg (580)